# Джео Богза
Джео Богза (рум. Geo Bogza; нар. 7 лютого 1908 — пом. 14 вересня 1993) — румунський письменник і публіцист, академік Румунської академії (з 1955), Герой Соціалістичної Праці Румунії. В роки Другої світової війни брав активну участь у боротьбі проти окупантів.
У статті «Український блокнот», надрукованій у журналі «Contermporanuk» («Сучасник», 1952, № 22), та в промові на першому з'їзді румунських письменників (1952) високо оцінив творчість Тараса Шевченка й назвав його національною гордістю українського народу.